# فتح أبو الأمين
فتح شريف أبو الأمين ويُكتب أيضًا فاتح شريف أبو الأمين (1969-2024) هو فلسطيني، كان مديرًا لمدرسة دير ياسين التي تديرها الأونروا في لبنان حتى إيقافه عن العمل في مارس 2024. كان عضواً في قيادة حركة حماس في لبنان. قُتل في غارة جوية إسرائيلية ضمن الهجمات الإسرائيلية على لبنان في سبتمبر 2024، مع زوجته وطفليه، في مخيم البص للاجئين في قضاء صور، جنوب لبنان.

## حياته الشخصية
في مارس 2024، أعلنت الأونروا في لبنان تعليق عمله كمدرس في الوكالة بسبب ما وصف بأنه "انتهاك لبروتوكولات الوكالة" بعد إشادته بهجوم 7 أكتوبر.  تم إيقافه لمدة ثلاثة أشهر. وفي أعقاب إيقافه، احتج العشرات من الناشطين على القرار أمام مكاتب الأونروا في بيروت.
بحسب بيان للجيش الإسرائيلي، فإن شريف كان "مسؤولا عن تنسيق أنشطة حماس من لبنان مع عناصر حزب الله، وكان مسؤولا أيضا عن تعزيز جهود المنظمة في لبنان في مجال تجنيد العملاء وشراء الأسلحة". كما قاد الجهود الرامية إلى "بناء قوة حماس في لبنان وعمل على تعزيز مصالح حماس في الساحة، سياسياً وعسكرياً".  . أكدت حماس في بيان صحفي أن "فتح شريف هو زعيم حماس في لبنان وعضو قيادة الحركة في الخارج".

## وفاته
في 29 سبتمبر 2024، أثناء الهجمات الإسرائيلية التي شنتها القوات الجوية الإسرائيلية على لبنان، قُتل مع زوجته وطفليه في مخيم البص للاجئين في قضاء صور، جنوب لبنان. وأكدت حماس في وقت لاحق وفاته.  وأشادت به حماس بعد وفاته على "عمله التعليمي والجهادي".